# Giverny
Giverny (pron. [ʒivɛʀˈni]) es una localidad y comuna francesa situada en la región de Normandía, departamento de Eure, en el distrito de Les Andelys y cantón de Écos. 
Giverny alberga la casa y el jardín de Claude Monet, así como el Museo de los Impresionismos.

## Geografía
Se sitúa en la ribera occidental del río Sena en su confluencia con el río Epte, a 5 km al este de Vernon (junto a la cual está en curso de ser clasificada patrimonio mundial de la Unesco) y a 80 km de París y en la frontera entre las regiones de Normandía e Isla de Francia, aunque administrativamente pertenece al departamento de Eure en la región de Normandía. El Epte lo separa de Limetz-Villez (Yvelines). 
La principal vía de comunicación de la comuna es la carretera D5, que la une con Vernon y La Roche-Guyon. El puente sobre el Sena más cercano está a 5 km en Bennecourt, y por esa vía puede accederse a la red de autopistas francesas (accesos 13 y 14 a la A13). 

## Historia
Giverny es un nombre de origen celta. Giverny ha estado habitada desde el Neolítico, habiéndose encontrado hallazgos arqueológicos que incluyen tumbas correspondientes a la época galo-romana y a los siglos I y II a. C. Documentos antiguos se refieren a la ciudad por el nombre de "Warnacum".
Los habitantes de Giverny se han dedicado al cultivo de la vid desde la época de los merovingios. La iglesia local fue construida durante la Edad Media, tiene un estilo parcialmente románico y está dedicada a Santa Radegunda.

### Giverny y Monet
El pueblo continuó siendo una pequeña comunidad rural de escasa población, teniendo alrededor de 300 habitantes cuando llamó la atención de Claude Monet en 1883, quien trasladaría allí su lugar de residencia. En un principio, arrendó una casa y sus terrenos adyacentes a un terrateniente local. Más tarde, en 1890, una mejor situación económica le permitiría comprar la casa y construir los impresionantes jardines que deseaba pintar. 
El jardín sería el escenario de muchas de sus obras más trascendentes, como los Nenúfares o el estanque de las ninfeas y el puente japonés. El maestro impresionista vivió en Giverny desde 1883 hasta su muerte en 1926. Tanto él como muchos de sus familiares están enterrados en el cementerio local. Su llegada transformó el lugar en un punto de referencia para los artistas de esta escuela: Cézanne, Renoir, Sisley, Pissarro, Matisse y John Singer Sargent lo visitaron, como también Georges Clemenceau, amigo de Monet. 
En 1980, a raíz de la restauración de la casa y el jardín de Monet, y de su apertura al público, la ciudad viviría un boom turístico. Los visitantes abundan más en verano, estación en la que las flores del jardín están floreciendo.
En 2009, se inauguró en, Giverny, el Museo Normandie Impressionnisme que presenta los orígenes y la evolución del movimiento impresionista. 
Existe, además, un festival importante dedicado al Impresionismo, Normandie Impressionnisme, que celebra el movimiento artístico hasta la actualidad a través de exposiciones, obras de teatro y concierto por toda Normandía.

## Demografía
| 422 | 430 | 327 | 407 | 406 | 417 | 378 | 348 | 334 | 354 | 340 | 328 | 306 | 279 | 277 | 305 |
| Para los censos de 1962 a 1999 la población legal corresponde a la población sin duplicidades (Fuente: INSEE [Consultar]) |     |     |     |     |     |     |     |     |     |     |     |     |     |     |     |

| 291 | 250 | 313 | 273 | 243 | 309 | 298 | 276 | 304 | 372 | 363 | 386 | 509 | 502 | 548 | 524 |
| Para los censos de 1962 a 1999 la población legal corresponde a la población sin duplicidades (Fuente: INSEE [Consultar]) |     |     |     |     |     |     |     |     |     |     |     |     |     |     |     |

## Administración

### Alcaldes
- De marzo de 2001 a marzo de 2008: Guy Colombel
- Desde marzo de 2008: Claude Landais

### Entidades intercomunales
Giverny está integrada en la Communauté d'agglomération des Portes de l'Eure, en la que tiene dos delegados. Además forma parte de diversos sindicatos intercomunales para la prestación de diversos servicios públicos:
- Syndicat intercommunal de gestion et de construction des équipements sportifs de Vernon.
- Syndicat de l'électricité et du gaz de l'Eure (SIEGE).
- Syndicat intercommunal et interdépartemental de la vallée de l'Epte (SIIVE).

### Riesgos
La prefectura del departamento de Eure incluye la comuna en la previsión de riesgos mayores por:
- Inundaciones.
- Riesgos derivados del transporte de mercancías peligrosas.

## Lugares de interés

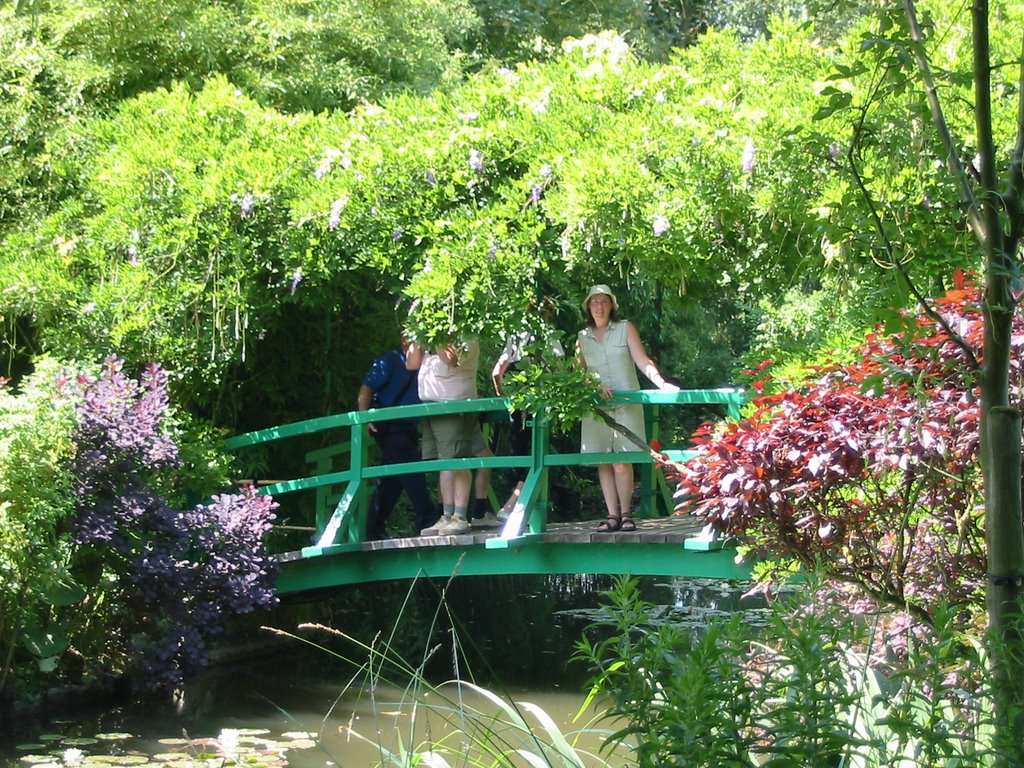
Jardines.

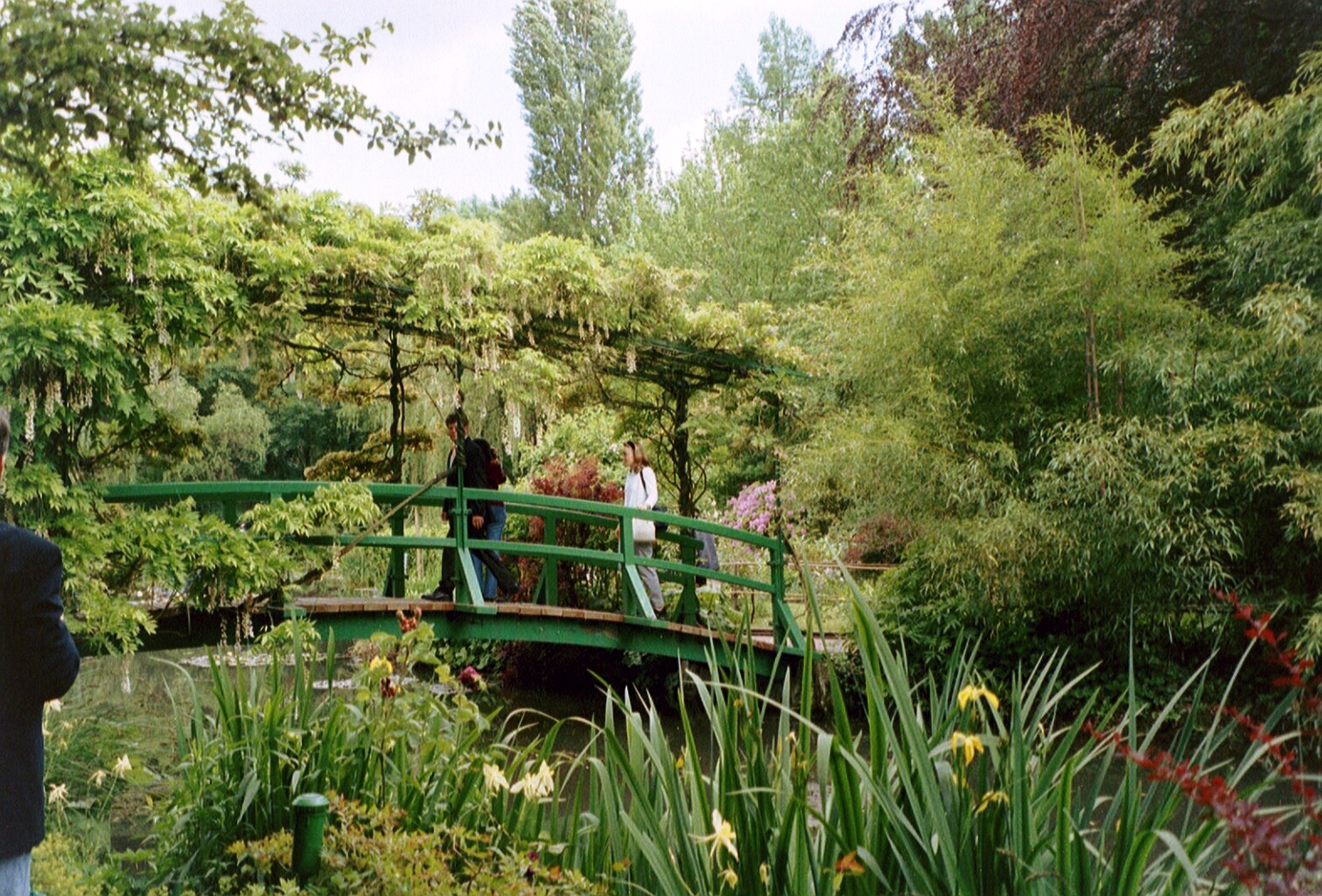
Jardines.

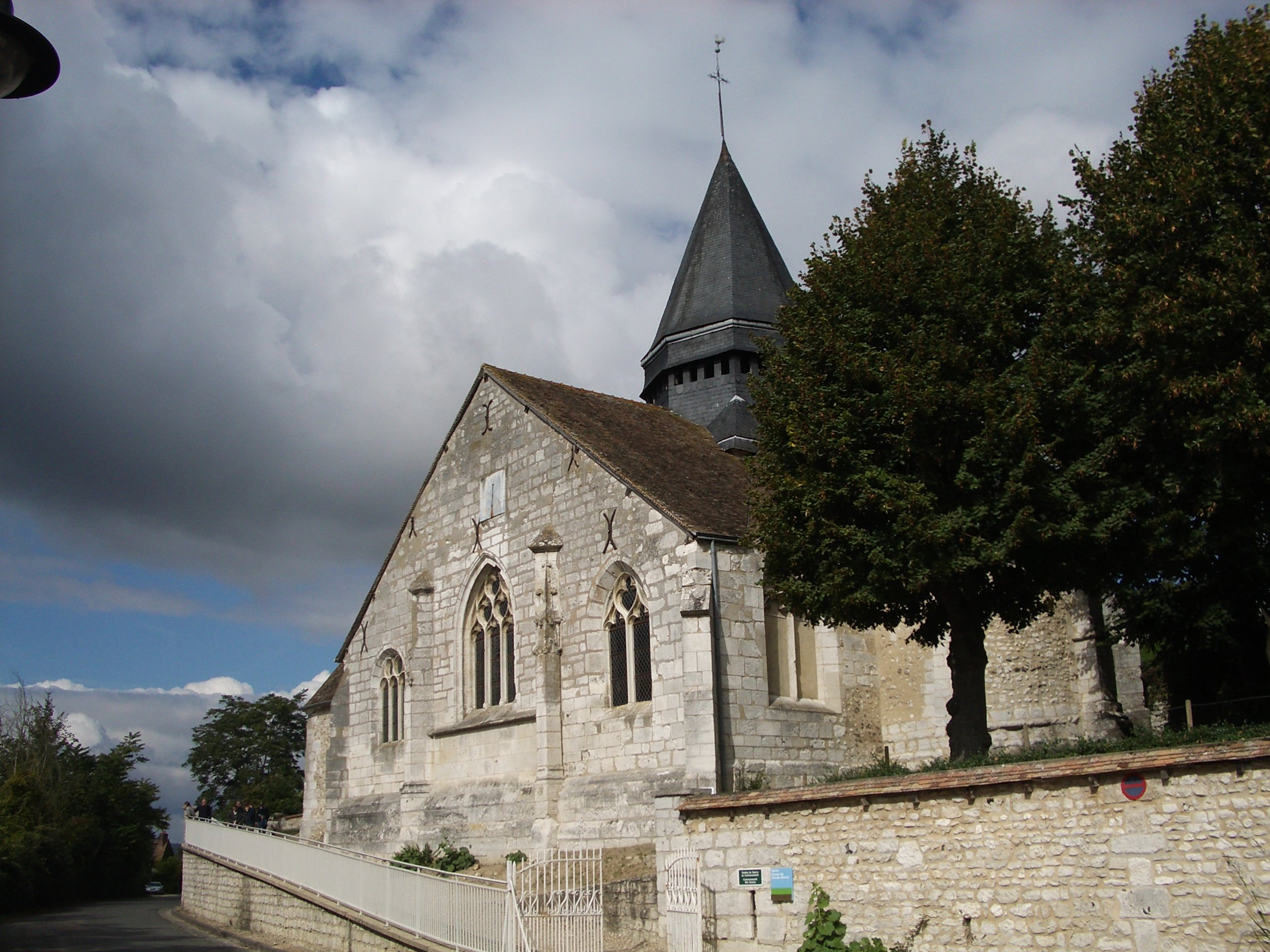
Iglesia de Sainte-Radegonde.

- La iglesia de Sainte-Radegonde de Giverny, edificación románica del siglo XI. (Inscrita en el inventario de monumentos históricos).San Luis de Anjou, en la iglesia de Sante Radegonda.

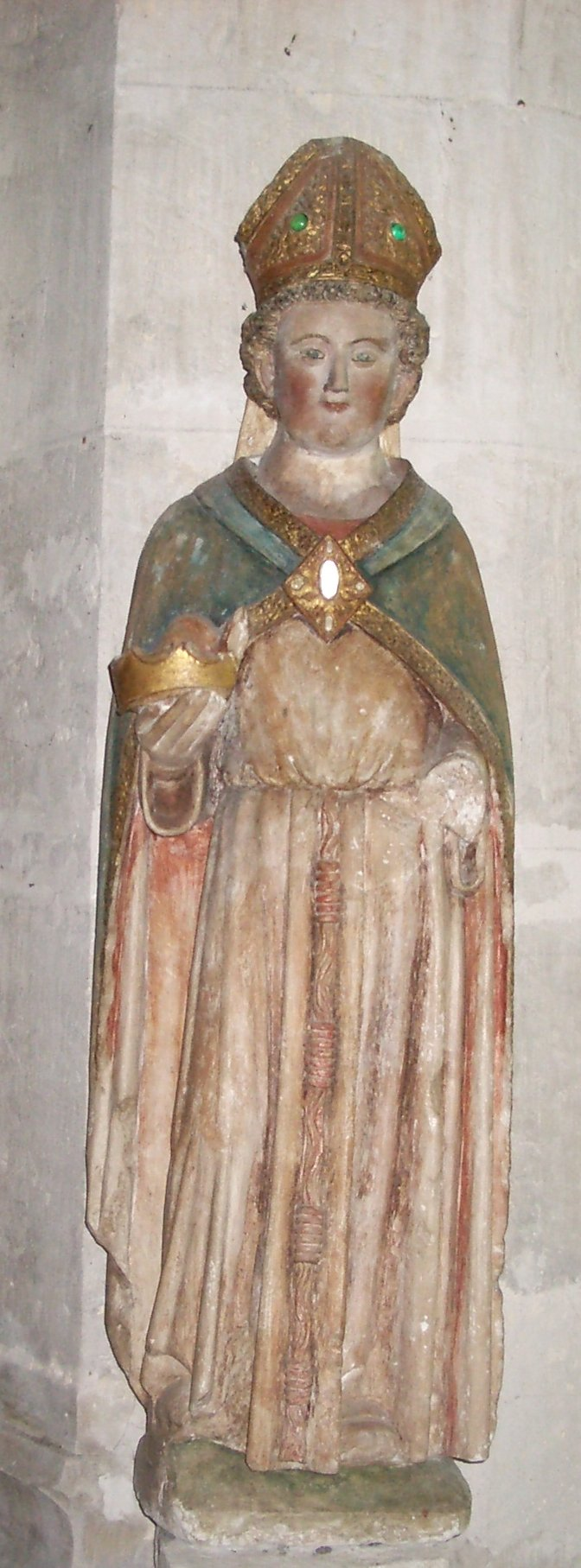
San Luis de Anjou, en la iglesia de Sante Radegonda.

- El Musée des Impressionnismes Giverny —hasta 2009, Museo de Arte Americano de Giverny— presenta cada año dos o tres exposiciones temporales que reúnen las obras originales de los nombres más importantes de la corriente impresionista, especialmente de la colonia de pintores de Giverny y del valle del Sena.[3]
- La casa y los jardines de Claude Monet. (Inscrita en el inventario de monumentos históricos). Acoge la Fondation Claude Monet. En ella se encuatra la colección de estampas japonesas propiedad del pintor.
- El antiguo Hôtel Baudy y sus rosales, sitio antiguamente de reunión de pintores.Hôtel Baudy.

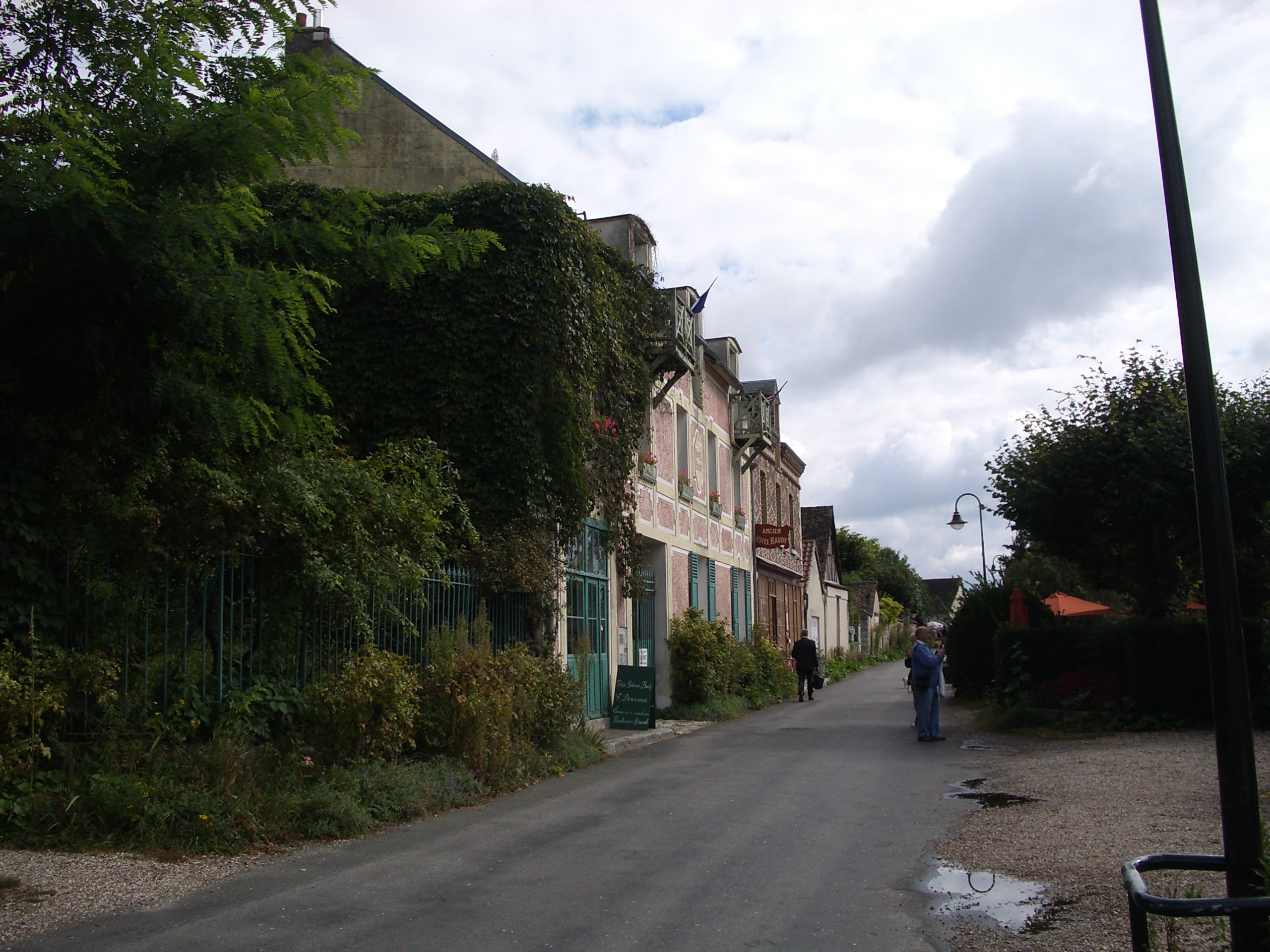
Hôtel Baudy.